# Cléon (França)
Cléon é uma comuna francesa na região administrativa da Normandia, no departamento de Sena Marítimo. Estende-se por uma área de 6,47 km². Em 2010 a comuna tinha 4 968 habitantes (densidade: 767,9 hab./km²).